# Circulatio
Circulatio (lateinisch circulus, dim. von circus, „Kreis“, „Ring“), auch Kyklosis (altgriechisch κύκλος, „Kreis“, „Ring“) genannt, ist ein ursprünglich aus der Rhetorik stammender Begriff, der wie auch andere musikalische Figuren Eingang in die Begriffswelt der Musik des 17. und 18. Jahrhunderts fand.
Circulatio ist dabei eine kreisende Melodiebewegung, die zur Kennzeichnung von etwas Rundem wie zum Beispiel „Krone“, „Erde“ oder bei Wörtern wie circumdare („umgeben“) angewandt wird, um eine umzingelnde Bewegung auszudrücken. Abgesehen von dieser textverdeutlichenden Wirkung wird die Figur von manchen Autoren auch zu den „Manieren“ gezählt.
Nach Athanasius Kircher ist circulatio „eine musikalische Periode, in der die Stimmen sich kreisartig zu bewegen scheinen.“
Bei Printz heißt es: „Beim circolo mezzo bilden 4 geschwinde Noten beim Schreiben einen Halbkreis, wobei auf- ober absteigend entweder die 1. und 3. oder die 2. und 4. Note dieselbe Stelle haben. Wenn der circolo mezzo aufsteigt ist es ein Intendens, wenn es absteigt ist es Remittens.“(1696)
Bei Walther findet sich Folgendes: „Ein circolo wird aus 8 geschwinden Noten gebildet und entsteht dann, wenn 2 circoli mezzi aneinander gehängt werden und beim übereinandersetzen einen vollkommenen Kreis bilden“ (1732).